# Wallaceochromis
Wallaceochromis ist eine Gattung kleinerer, westafrikanischer Cichliden (Buntbarsche). Sie kommt nur in einem kleinen Gebiet in Guinea (Einzugsgebiet des Kolenté) und im Einzugsgebiet des St. John River in Liberia vor. Die erst im Jahr 2016 eingeführte Gattung wurde zu Ehren des britischen Naturforschers Alfred Russel Wallace benannt.

## Merkmale
Die Wallaceochromis-Arten erreichen Körperlängen von 6,5 bis 12,5 cm, wobei Männchen größer werden. Sie ähneln den Arten der Gattung Pelvicachromis, zu der sie bis Mitte 2016 gerechnet wurden, unterscheiden sich morphologisch und farblich aber von den übrigen Mitgliedern von Pelvicachromis. Sie werden größer, sind schlanker und langgestreckter, haben ein spitzeres, stärker unterständiges Maul und zeigen in den meisten Stimmungen sieben oder acht senkrechte Bänder auf den Körperseiten. Außerdem unterscheiden sie sich in Details der Schädelmorphologie von Pelvicachromis. Das Kopfprofil ist gerader und die Anzahl und Anordnung der Poren auf den Augenringknochen (Infraorbitalia) sind verschieden. Wallaceochromis-Arten haben 14 bis 15 Rumpfwirbel, Pelvicachromis-Arten 13 bis 14.

## Arten
Es gibt drei Arten:
- Wallaceochromis humilis (Boulenger, 1916)
- Wallaceochromis rubrolabiatus (Lamboj, 2004)
- Wallaceochromis signatus (Lamboj, 2004)